# Sophie Vandebroek
Sophie Vandebroek (* 17. Februar 1962 in Löwen, Belgien als Sophie Verdonckt) ist eine belgisch-amerikanische Elektroingenieurin und Unternehmerin. Sie war Chief Technology Officer von Xerox, Corporate Vice President der Xerox Corporation und Präsidentin der Xerox Innovation Group. Sie war Chief Operating Officer von IBM Research. Im Jahr 2019–2020 war sie Inaugural Visiting Scholar an der Massachusetts Institute of Technology School of Engineering. Im Jahr 2021 gründete sie ihr eigenes Unternehmen Strategic Vision Ventures LLC, das strategische Beratungsdienste anbietet.

## Kindheit
Sophies Vater war Ingenieur und ihre Mutter Künstlerin. Als Siebenjährige wurde sie durch die Mondlandung inspiriert, Astronautin zu werden. Stattdessen wurde sie Ingenieurin, wie sie erklärte: „Es gab keinen Abschluss, um Astronautin zu werden, also entschied ich mich für ein Doppelstudium – Elektrotechnik und Maschinenbau – das war am nächsten dran.“

## Studium
Sophie Vandebroek erwarb einen Master-Abschluss in Elektromechanik an der Universität KU Leuven und zog 1986 in die Vereinigten Staaten, wo sie 1990 an der Cornell University in Elektrotechnik promovierte.

## Karriere
Sophie Vandebroek begann 1990 bei IBM Research, bevor sie 1991 zu Xerox wechselte. Sie lobte Xerox für die "Schaffung eines förderlichen Umfelds für Frauen". Sie war Chief Technology Officer von Xerox und bis Dezember 2016 Präsidentin der Xerox Innovation Group. Sie war von 2006 bis 2016 CTO und Corporate Vice President der Xerox Corporation. Vandebroek kündigte ihre Absicht an, Ende 2016 bei Xerox in den Ruhestand zu treten, als Xerox in zwei Unternehmen aufgeteilt wurde.
Vandebroek war von 2008 bis 2016 Mitglied des Verwaltungsrats der Analogic Corporation und ist seit 2013 Mitglied des Verwaltungsrats von IDEXX Laboratories. Vandebroek hat auf vielen Konferenzen Vorträge gehalten, unter anderem über künstliche Intelligenz, Cybersicherheit, das Internet der Dinge und die Demokratisierung der Energie. Seit 2010 ist sie Mitglied des Beirats des Dekans für Technik am Massachusetts Institute of Technology und war von 2005 bis 2011 Mitglied des Beirats des Dekans für Technik an der Cornell University.
Sophie Vandebroek übernahm im Januar 2017 die Position des Chief Operating Officer bei IBM Research. Im Juli 2019 schied sie bei IBM aus und wurde Inaugural School of Engineering Visiting Scholar am Massachusetts Institute of Technology. Im Jahr 2020 wird sie Mitglied des Aufsichtsrats von Wolters Kluwer in den Niederlanden und 2021 Mitglied des Verwaltungsrats von Inari Agriculture, einem von Flagship Pioneering finanzierten Unternehmen.
Sophie Vandebroek ist Treuhänderin im Boston Museum of Sciences und im Massachusetts Technology Leadership Council.
Im Mai 2021 wurde Sophie Vandebroek für fünf Jahre zur Honorarprofessorin an der Fakultät für Ingenieurwissenschaften der KU Leuven ernannt.

## Privatleben
Sophie Vandebroek hat drei erwachsene Kinder und lebt in Boston, Massachusetts. Sie hat die belgische und die US-amerikanische Staatsangehörigkeit.

## Auszeichnungen
Sophie Vandebroek wurde 2005 zum Fellow des Institute of Electrical and Electronics Engineers gewählt. Seit 2010 ist sie ausländisches Mitglied der Königlichen Flämischen Akademie Belgiens für Wissenschaft und Kunst.
Sophie Vandebroek wurde 2011 in die Women in Technology Hall of Fame aufgenommen und wird in der Liste Notable Women in Computer Science aufgeführt.